# Рен-Аделаид, Жефф
Жефф Жасо́н Рен-Аделаи́д (фр. Jeff Jason Reine-Adélaïde; 17 января 1998 года, Шампиньи-сюр-Марн, Франция) — французский футболист, полузащитник нидерландского клуба «Хераклес».

## Клубная карьера
Жефф начинал заниматься футболом в шесть лет в родном городе. С 2010 по 2015 года проходил футбольное обучение в академии «Ланса». Игроком активно интересовался лондонский «Арсенал» и уже с 2015 года Рен-Аделаид стал игроком английской команды. По сообщениям, его стоимость составила 1,75 млн фунтов стерлингов.
9 января 2016 года состоялся профессиональный дебют футболиста. Он появился на поле на 80-й минуте, заменив Хоэля Кэмпбелла в поединке Кубка Англии против «Сандерленда». Также в том сезоне принял участие ещё в одной встрече розыгрыша Кубка, против «Халл Сити».
14 июля 2025 года перешёл в нидерландский «Хераклес», подписав двухлетний контракт до середины 2027 года. 10 августа дебютировал в Эредивизи в гостевом матче с «Утрехтом» (4:0), выйдя на замену вместо Яна Жамбурека на 58-й минуте. 15 августа получил серьёзную травму колена во время тренировки и выбыл из строя на неопределённое время. На следующий день игроки «Хераклеса» вышли на матч 2‑го тура чемпионата Нидерландов против НЕК в футболках с надписью «Жефф, мы с тобой!».

## Карьера в сборной
Играл в юношеских сборных Франции различных возрастов. Стал чемпионом Европы среди юношей до 17 лет в 2015 году, сыграв на турнире в встречах. Принимал участие в чемпионате мира 2015 года среди юношеских команд.

## Достижения
Сборная Франции (до 17)
- Победитель чемпионата Европы (до 17 лет): 2015

«Арсенал»
- Обладатель Кубка Англии: 2016/17